# Ernst Posch

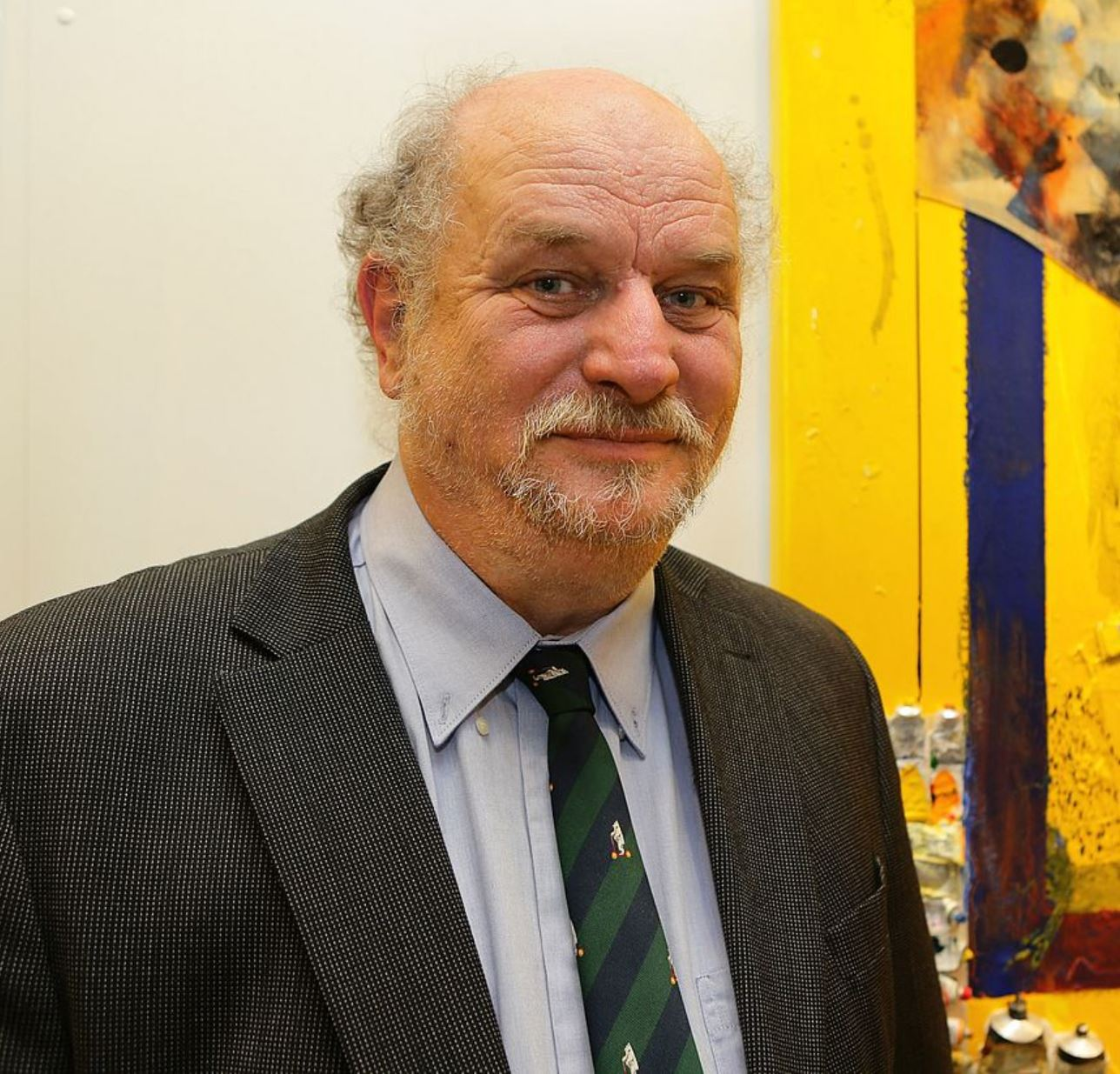
Ernst Posch

Ernst Posch (* 4. April 1955 in Graz) ist ein österreichischer Maler.

## Leben
Ernst Posch ist seit 1980 als freischaffender Künstler tätig. Er hat sich sein Wissen autodidaktisch angeeignet und begann seinen künstlerischen Werdegang durch eine Zusammenarbeit mit dem in Graz lebenden Ennstaler Maler Karl Josef Kiss. Seine erste Einzelausstellung hielt er im Mai 1981 in der Galerie Schillerhof in Graz ab. Im Künstlerbund Graz, dem er 1983 beitrat, betätigte er sich von 1986 bis 1994 als Vorstand, und zuletzt auch als Vizepräsident. 1989 übernahm er die Leitung der Offenen Werkstätte im Steiermarkhof Graz, wo er bis heute Kurse abhält. 1993 folgte die Ausstellung Totentanz gemeinsam mit dem Bildhauer und Maler Fred Höfler in der Josef-Krainer-Akademie Graz.
Seine Techniken erstrecken sich von Bildern mit Öl oder Tempera auf Leinen oder Glas, über Aquarelle, Gouachen und Tempera zu Collagen bzw. Arbeiten in Mischtechnik auf Papier und Leinen.
Posch lebt in Graz, und seit 2015 auch im Ortsteil Luising der Gemeinde Heiligenbrunn im Südburgenland.

## Auszeichnungen
- 1995: Ehrenmedaille der Stadt Graz für Kunst und Kultur

## Ausstellungen (Auszug)
- Kunsthalle St. Pölten, A
- S. M. D., Paris, F
- La Roche, Mannheim, D
- Kunsthaus Weiz, A
- Ars Mundi, Monforte d’Alba, I
- HN-Health Care, Wien, A
- Galerie am Dom, Naumburg, D
- Merkur-Galerie, Graz, A
- Galleria della Pescheria Vecchia, Marano Lagunare, I
- Galerie Weingut Matthias Müller, Spay, D
- Galerie Prisma, Wien, A
- Hofgalerie, Steiermarkhof, Graz, A – ab 2015
- Schloss Tabor, Neuhaus am Klausenbach, A
- Künstlerhaus Graz, A
- Schäfer-Fröhlich, Bockenau, D
- Hofgalerie à la Loipersdorf, Therme Loipersdorf, A[1]
- Peter Skoff, Domäne Kranachberg, Gamlitz, A

## Veröffentlichungen
- Ernst Posch Künstlerhaus Graz 1980–1990, Katalog
- Künstlerbund Graz 1987, Katalog
- Künstlerbund Graz 1994, Katalog
- Ernst Posch 1995, Katalog
- Ernst Posch Künstlerhaus Graz 1997, Katalog
- Ernst Posch 1997/1998 Paris, Katalog
- Doppelausstellung Posch & Heart 2004, Katalog
- Serie Alphabet 2008–2010, Katalog
- Wasserwelt – Ernst Posch 2009, Katalog
- Pitture & Barolo – Ernst Posch 2012, Kunstheft
- 25 Jahre Offene Werkstatt 2014, Katalog
- Auslese : 60 Jahre Ernst Posch – Ernst Posch 2015, Katalog, mit einem Nachwort von Berndt Luef: "Spartenübergreifende Künstlerfreundschaften ...", Hofgalerie, Hg. Steiermarkhof, Landwirtschaftskammer Steiermark, ohne ISBN
- Pitture-Merian – Ernst Posch 2018, Kunstheft
- 30+1 Jahre Offene Werkstatt – Ernst Posch 2019, Katalog, Hofgalerie, Hg. Steiermarkhof, Landwirtschaftskammer Steiermark, ohne ISBN